# Cleistes rosea
Cleistes rosea é uma espécie de orquídea terrestre de folhas alternadas e flores grandes que abrem em sucessão, com raízes tuberosas delicadas, habitante de Trinidad à Bolívia e sudestete do Brasil.